# Иосиф (Мартынец)
Иосиф Роман Мартынец (укр. Йосиф Роман Мартинець, порт. José Romão Martenetz; 7 февраля 1903, Львов — 23 февраля 1989, Куритиба) — епархиальный епископ Епархии Святого Иоанна Крестителя в Куритибе УКГЦ (1962—1978), василианин.

## Биография
Роман Мартынец родился во Львове, тогдашней Австро-Венгерской империи, в семье Иосифа Мартынца и Аделии Доскоч. В 1912 году вместе с родителями переселился в Прудентополис (Бразилия). После окончания латинской семинарии в Куритибе, в 1922 году вместе с Иосафатом Рогой выехал в Закарпатскую Украину. В 1923 году в Мукачево вступил в василианский новоциат и принял имя Иосиф. В 1924 году дал первые монашьи обеты.
С 1925 года изучал богословие в Папском Григорианском университете, где стал доктором богословия в области догматического богословия. В 1927 году в Риме принял полные монашьи обеты в василианском чине. Там же получил полное священническое рукоположение из рук греческого епископа Исаи Пападополуса.
Вернувшись на Закарпатье, стал директором василианской школы в Малом Берёзном, префектом студентов в Малой семинарии отцов василиан в Ужгороде.
В 1935 году вернулся в Бразилию и получил бразильское гражданство. С этого года в Прудентополисе редактировал журнал «Праця» (вплоть до 1940 года). Был учителем в малой семинарии святого Иосифа, которую основал совместно с отцом Иософатом Рогой. Преподавал богословие для василианских студентов в Ирасеме. В 1939 году, После смерти отца Маркиана Шкирпана, был избран протоигуменом Провинции отцов василиан в Бразилии.
В 1953 году вернулся в Рим, где исполнял обязанности проконсультатора Василианского Чина и до 1955 года был ректором Украинской папской коллегии святого Иосафата на Яникуле. Также был членом комиссии, которая переводила Священное Писание на украинский язык (перевод Хоменко).
10 мая 1958 года Папа Римский Пий XII назначил Иосифа Мартинца титулярным епископом города Солдаи (ныне — Судак) и помощником кардинала Жайме Камара, римо-католического архиепископа Рио-де-Жанейро, который одновременно был ординарием всех католиков восточных обрядов в Бразилии. Епископская хиротония состоялась в Риме, в церкви святых Сергея и Вакха. Рукоположение совершил стемфордский епископ Амвросий Сенишин.
30 мая 1962 года Папа Иоанн XXIII основывает апостольский экзархат УГКЦ и назначает епископа Иосифа Мартынця апостольским экзархом.
В 1971 году Папа Павел VI создаёт епархию святого Ивана крестителя в Куритибе и назначает Мартинца епископом этой епархии, а иеромонаха Ефрема (Крывого) — епископом-коадъютором.
10 мая 1978 года владыка Иосиф в связи с болезнью, подаёт отречение Папе Павлу VI. Куритибским епископом становится Ефрем Крывый, а Иосиф Мартынец переходит в семинарию отцов василиан в Куритибе, где преподаёт украинский язык и литературу. В 1981 году Иосиф Мартынец переносит инсульт и утрачивает речь. 23 февраля 1989 года он умирает. Похоронен в склепе кафедрального собора святого Ивана Крестителя в Куритибе.